# بسته آماری برای علوم اجتماعی
اس‌پی‌اس‌اس (به انگلیسی: SPSS)،(مخفف: Statistical package for social science) نام یک خانواده نرم‌افزار رایانه‌ای است که برای تحلیل‌های آماری به کار می‌رود. «اس‌پی‌اس‌اس» مخفف «بستهٔ آماری برای علوم اجتماعی» است. زیر مجموعه‌های خانواده نرم‌افزاری SPSS عبارتند از:
1. Analytical Decision Management
2. Predictive Customer Intelligence
3. Predictive Maintenance and Quality
4. Social Media Analytics
5. SPSS Amos
6. SPSS Analytic Server
7. SPSS Collaboration and Deployment Services
8. SPSS Data Collection
9. SPSS Data Collection Heritage
10. SPSS Modeler
11. SPSS SamplePower
12. SPSS Statistics
13. SPSS Text Analytics for Surveys
14. SPSS Visualization Designer

## پیشینه
نخستین نسخهٔ این نرم‌افزار در سال ۱۹۶۸ طراحی و توسط «نرمن نی» منتشر شد، که سپس به یک کارشناس ارشد علوم سیاسی در در دانشگاه استانفورد، و اکنون استاد محقق در دانشکدهٔ علوم سیاسی دانشگاه استانفورد و استاد بازنشستهٔ علوم سیاسی در دانشگاه شیکاگو بوده‌است.

## کاربرد و ویژگی‌ها
«اس پی اس اس» از جملهٔ نرم‌افزارهایی است که برای تحلیل‌های آماری در علوم اجتماعی، به صورت بسیار گسترده‌ای استفاده می‌شود. این نرم‌افزار توسط پژوهشگران بازار و داد و ستد، پژوهشگران سلامتی، شرکت‌های نقشه‌برداری، دولتی، پژوهشگران آموزشی، سازمان‌های بازاریابی و غیره به کار می‌رود. افزون بر تحلیل‌های آماری، مدیریت داده‌ها و مستندسازی داده‌ها نیز از ویژگی‌های نرم‌افزار هستند.
آماری که نرم‌افزار پایه شامل می‌شود:
- آمار توصیفی: جدول‌بندی شطرنجی، بسامدها، توصیفات، کاوش، آمار توصیفی نسبی
- آمار دومتغیری: میانه‌ها، آزمون تی، تحلیل پراکنش، همبستگی، آزمون‌های غیرپارامتری
- پیش‌بینی برآمدهای عددی: برگشت خطی
- پیش‌بینی برای تشخیص گروه‌ها: تحلیل عاملی، تحلیل خوشه‌ای، جداکننده

## انواع تحلیل آماری

تحلیل داده‌ها با استفاده از اس‌پی‌اس‌اس

آمار را می‌توان به دو دسته عملیات تقسیم کرد:
- آمار توصیفی: شیوه‌هایی است که برای خلاصه کردن مقادیر بزرگی از داده‌ها مورد استفاده قرار می‌گیرد. برخی از این توصیف‌ها در مکالمه‌های روزمره به کار می‌روند، مثلاً اگر شما از متوسط درآمد سخن می‌گویید در حال استفاده از آمار توصیفی هستید.
- آمار استنباطی: شیوه‌هایی است که با استفاده از آن‌ها از داده‌های جمع‌آوری شده نتیجه‌ای استنباط می‌کنیم. آمار استنباطی ما را قادر می‌سازد سؤال‌هایی از نوع «آیا تفاوتی وجود دارد؟» یا «آیا رابطه‌ای وجود دارد؟» را به زبان ریاضی پاسخ دهیم.

### انتخاب آزمون آماری مناسب
اس‌پی‌اس‌اس به شما نمی‌گوید چه آزمونی برای تحلیل داده‌هایتان به کار برید. اگر بخواهیم روشن‌تر بگوییم، شما باید این موارد را مورد ملاحظه قرار دهید:
- طرحی را که مورد استفاده قرار داده‌اید.
- تعداد متغییرهایی که دستکاری کرده یا اندازه‌گیری نموده‌اید.
- نوع داده‌هایی که جمع‌آوری کرده‌اید.
- در متغییرها به دنبال تفاوت هستید یا رابطه.

## تحلیل داده‌ها با بهره‌گیری از SPSS
در تحلیل داده‌ها با استفاده از اس‌پی‌اس‌اس، سه مرحلهٔ اساسی وجود دارد. نخست باید داده‌های خام را وارد کنید و آن‌ها را در یک پرونده ذخیره نمایید. دوم باید تحلیل مورد نیاز را برگزینید و آن را مشخص کنید. سوم برونداد را وارسی کنید. این مراحل در تصویر، توضیح داده‌شده‌اند.

## پیمانه‌های افزودنی
برای کارهای ویژه می‌توان از پیمانه‌های افزودنی استفاده کرد که امکانات اضافی ارائه می‌کنند. از پیمانه‌های موجود می‌توان به موارد زیر اشاره کرد:
- SPSS Programmability Extension (added in version ۱۴).

اجازهٔ کنترل برنامه‌نویسی با زبان پایتون برای اس‌پی‌اس‌اس را می‌دهد.
- SPSS Data Validation (added in version 14). Allows programming of logical checks and reporting of suspicious values.
- SPSS Regression Models - Logistic regression, ordinal regression, multinomial logistic regression, and mixed models (multilevel models).
- SPSS Advanced Models - Multivariate GLM and repeated measures ANOVA (removed from base system in version ۱۴).
- SPSS Classification Trees. Creates classification and decision trees for identifying groups and predicting behaviour.
- SPSS Tables. Allows user-defined control of output for reports.
- SPSS Exact Tests. Allows statistical testing on small samples.
- SPSS Categories
- SPSS Trends
- SPSS Conjoint
- SPSS Missing Value Analysis. Simple regression-based imputation.
- SPSS Map
- SPSS Complex Samples (added in Version 12). Adjusts for stratification and clustering and other sample selection biases.